# Tomás de Santa María
Tomás de Santa María (* zwischen 1510 und 1520 in Madrid; † 1570 in Valladolid oder Ribadavia / Galicien) war ein spanischer Komponist, Musiktheoretiker, Organist und Dominikaner der Renaissance.

## Leben und Wirken
Über die frühen Jahre von Tomás de Santa María sind keine Informationen vorhanden. Am 11. März 1536 trat er in den Konvent Santa María de Atocha der Dominikaner in Madrid ein. Nach seiner eigenen Aussage im Vorwort seines Hauptwerks Arte de tañer Fantasía hat er im Predigerorden als Organist gedient. Es gibt Belege, dass er wiederholten Kontakt zu dem Komponisten Antonio de Cabezón hatte; dies lässt vermuten, dass es von seiner Seite Beziehungen zum spanischen Königshof oder zu dortigen Hofmusikern gab. Für das Jahr 1563 ist sein Aufenthalt im Kloster San Domingo in Guadalajara bezeugt; nach anderen Aussagen war er Organist im Konvent San Pablo in Valladolid. In dieser Stadt erschien auch im Jahr 1565 sein genanntes Hauptwerk, das ihn über einen Zeitraum von 16 Jahren (bis 1557) beschäftigte. Tomás de Santa María starb im Jahr 1570 entweder im Palast des Herzogs von Rivadavia in Valladolid oder in dem kleinen Ort Ribadavia in Galicien.

## Bedeutung
Seine lang anhaltende Bekanntheit verdankt Tomás de Santa María seiner Abhandlung Arte de tañer Fantasía, auf der auch seine musikgeschichtliche Bedeutung beruht. Es ist das umfassendste Klavier-Lehrbuch seiner Zeit und gibt die detaillierteste Beschreibung der Improvisationspraktiken des 16. Jahrhunderts mit seiner hochstehenden instrumentalen Kunst. Wegen seiner in sich schlüssigen Akkordtheorie und seiner Lehre der kontrapunktischen Improvisation kann er als einer der originellsten und innovativsten Musiktheoretiker des 16. Jahrhunderts gelten. Obwohl sich Bezüge zu verschiedenen herausragenden Musikern seines Landes nachweisen lassen, insbesondere zu Antonio de Cabezón, ist es offensichtlich, dass die Vihuela-Fantasien von Esteban Daza seine Lehrsätze am stärksten beeinflusst haben. Nachdem in der ersten Hälfte des zweiten Buchs seiner Arte de tañer auch eine Unterweisung in der Improvisation harmonischer Fortschreitungen und in der Harmonisierung von Psalmformeln enthalten ist, ist dieses Werk die einzige bekannte Abhandlung von Techniken, die dem basso seguente und anderen Improvisationspraktiken entsprechen, welche im 16. Jahrhundert sonst nirgends schriftlich notiert sind.

## Werk
Libro llamado Arte de tañer Fantasía, assi para Tecla como para Vihuela, y todo instrumento en que se pudire tañer a tres, y a quarto vozes a mas in zwei Büchern, Valladolid 1565, gewidmet Bernardo de Fresneda, Bischof von Cuenca, Generalkommissar und Beichtvater von Philipp II.
- Buch 1
  - Kapitel 1–12: Erläuterung der Grundlagen der Musik und ihre Anwendung auf Tasteninstrumente
  - Kapitel 13–20: Aspekte der Clavichordtechnik und Aufführungspraxis mit Handhaltung, Fingersatz, Artikulation, Verzierungen (quiebros und redobles) und rhythmischer Inegalité
  - Kapitel 20–23: Hinweise zur solistischen Aufführung polyphoner Werke und zu Diminutionen (glosas)
  - Kapitel 24–26: Beschreibung der Modi und Psalmtonformeln sowie Anwendung der Modi im polyphonen Satz.
- Buch 2
  - Kapitel 1–30: Theorie der Konsonanz und Dissonanz und der Akkorde, mit Unterweisung in der Improvisation harmonischer Fortschreitungen sowie in der Harmonisierung von Psalmformeln (fabordón)
  - Kapitel 31–52: Systematische Anweisungen zum Improvisieren von vierstimmiger Polyphonie mittels Imitationen, die auf Stimmpaaren beruht
  - Kapitel 53: Grundlegende Hinweise zur Stimmung.

Das ganze Werk ist mit Musikbeispielen reich illustriert; unter diesen befinden sich einige vollständige Stücke mit einem Umfang bis zu 75 Takten, welche hauptsächlich didaktisch ausgerichtet sind.